# لا روماريدا
لا روماريدا (بالإنجليزية: La Romareda)‏ هو ملعب رياضي يستخدم بشكل أساسي لمباريات كرة القدم يقع في سرقسطة، إسبانيا، يتسع لـ 34,596 متفرج.

## التاريخ
تم وضع حجر الأساس للملعب في 19 سبتمبر 1956. افتتح الملعب في 8 سبتمبر 1957. تم تجديده في 1977.